# Euthalia parta
Euthalia parta är en fjärilsart som beskrevs av Moore 1857. Euthalia parta ingår i släktet Euthalia och familjen praktfjärilar. Inga underarter finns listade i Catalogue of Life.